# Andrei Alexandrescu
Andrei Alexandrescu (n. 1969, București, România) este un programator și autor român. El este considerat unul dintre cei mai sofisticați experți români în programarea in C++. Printre meritele sale se numără munca sa în policy-based design și template metaprogramming. Ideile sale au fost descrise pe larg în cartea sa Modern C++ Design (Addison-Wesley, 2001, ISBN 0-201-70431-5) și au fost implementate în biblioteca de funcții C++ Loki. Într-o altă bibliotecă de funcții C++, MOJO, el a implementat conceptul de "move constructor" . El a scris articole pentru secțiunea "Generic<Programming>" din revista C/C++ Users Journal.
În 2010, Alexandrescu este angajat ca cercetător la Facebook. Împreună cu Walter Bright, Alexandrescu lucrează la noul limbaj de programare D, despre care cei doi au publicat o carte, The D Programming Language (Addison-Wesley, 2010) 